# 仁方 (広島県)
1945年アメリカ軍作成の広地区地図。NIKATACHŌと誤表記で確認できる。
仁方（にがた）は、広島県呉市に位置する地区。新潟村・仁賀田村と呼ばれた時期があり、潟の字から湿地帯であったと考えられる。白と黒のコントラストが交叉する海鼠壁（なまこかべ）を用いた蔵作りの町並みが残る。また、瀬戸内海に近接しているため釣り人が多い。地場産業は鑢(仁方やすり)の生産であり、メーカーの集まる「やすり団地」は、やすり全国シェア95%の大産地である。
野球選手の松本奉文、中東直己の出身地でもある。
仁方の名は下記に記す各町名で用いられている。
- 小仁方（こにがた）:

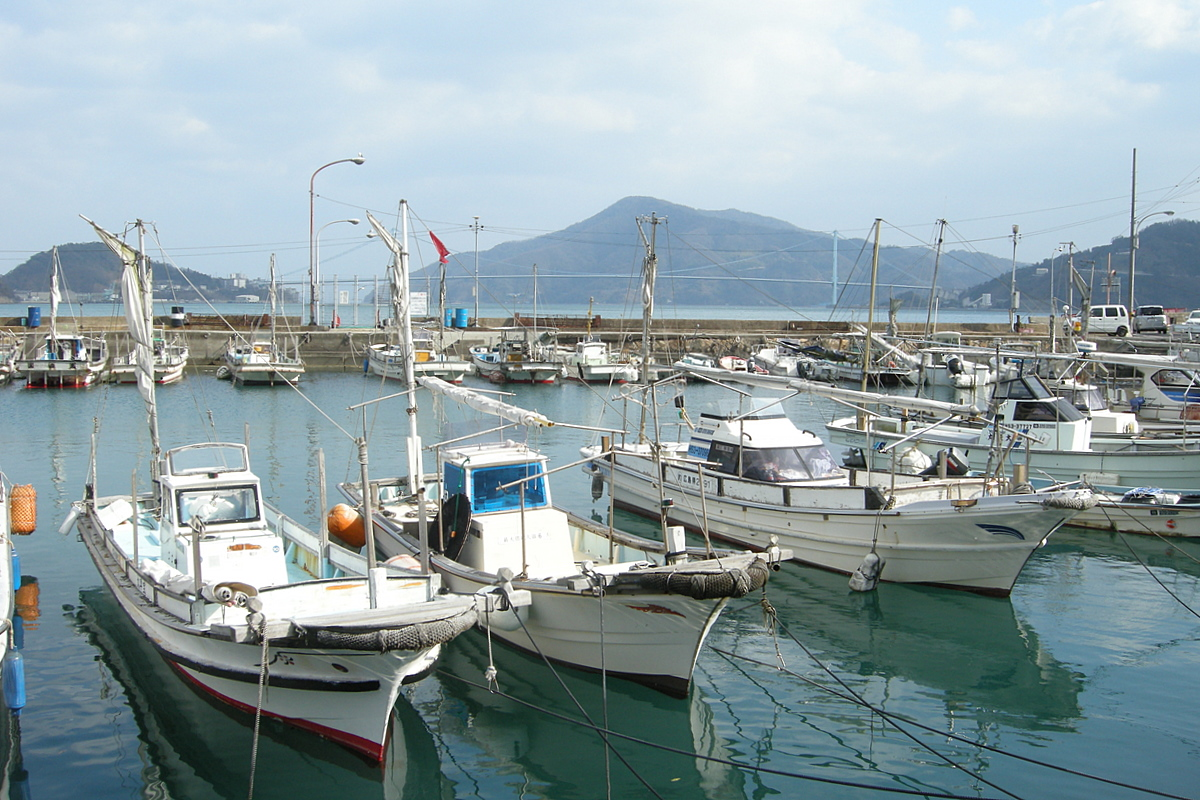
仁方皆実町（にがたみなみまち）
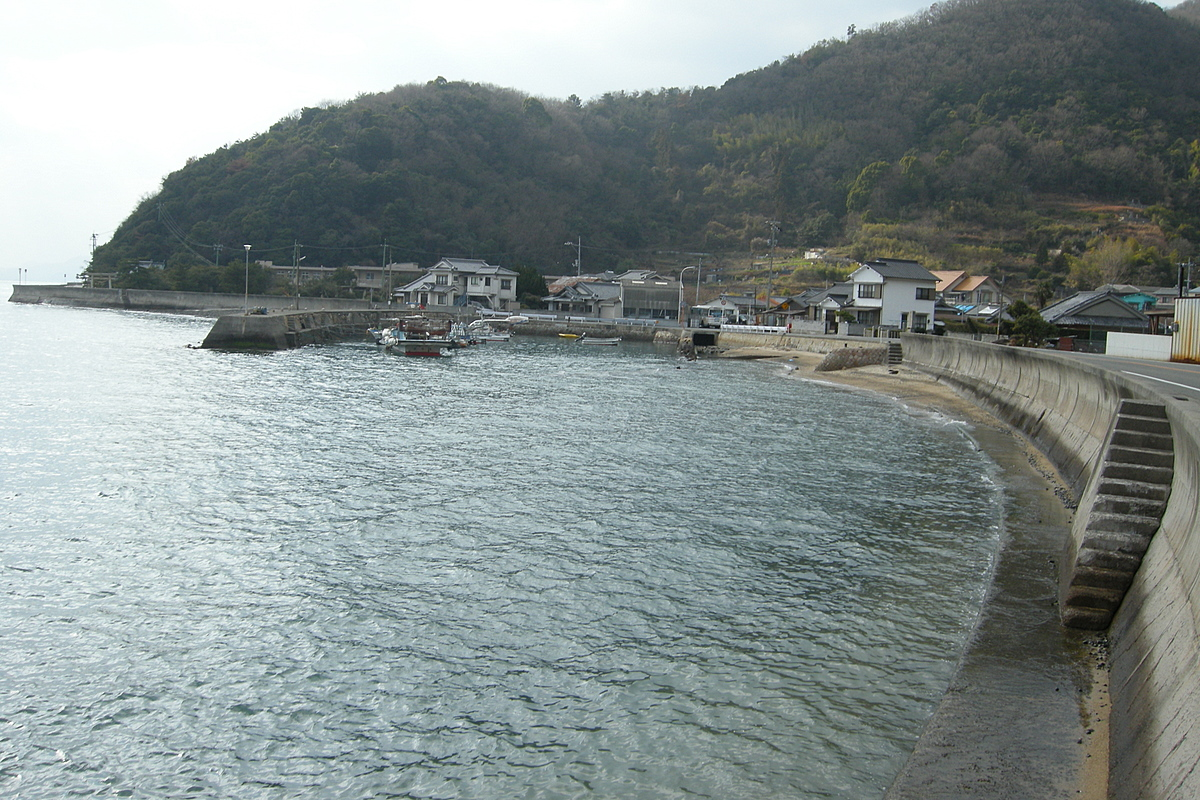
仁方町
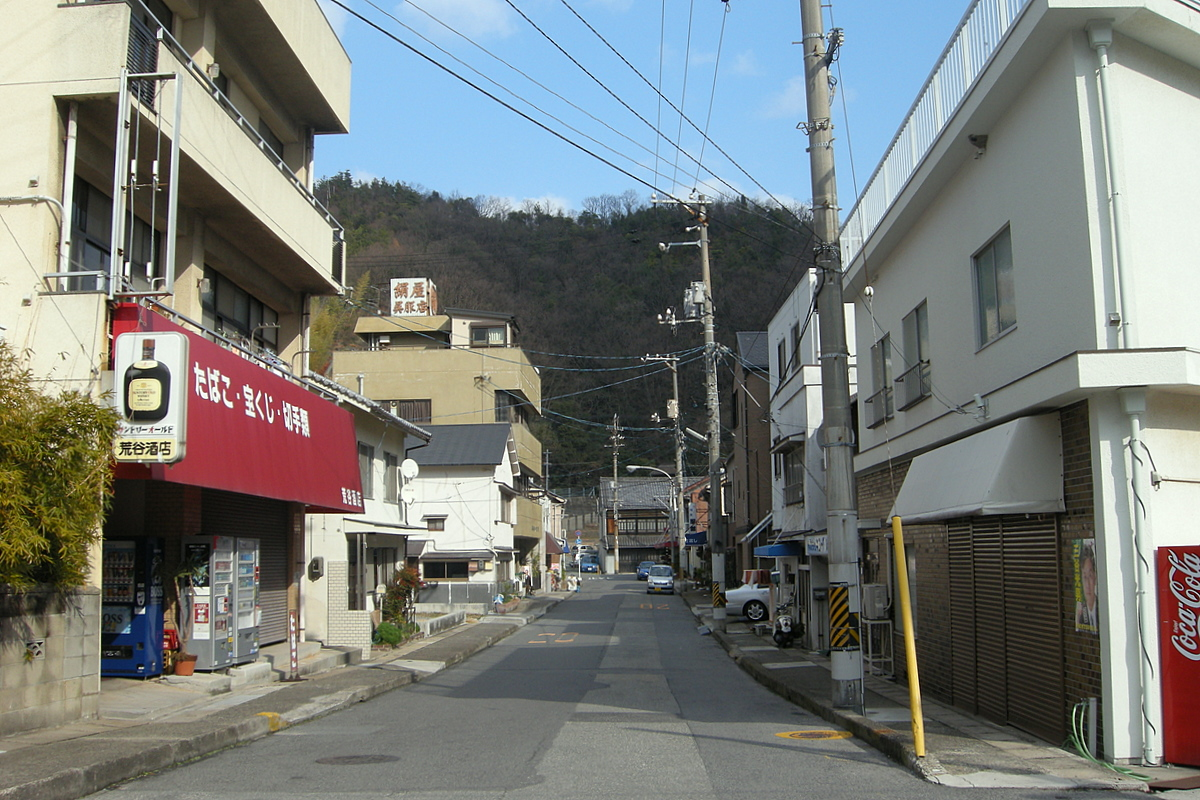
仁方宮上町（にがたみやがみちょう）
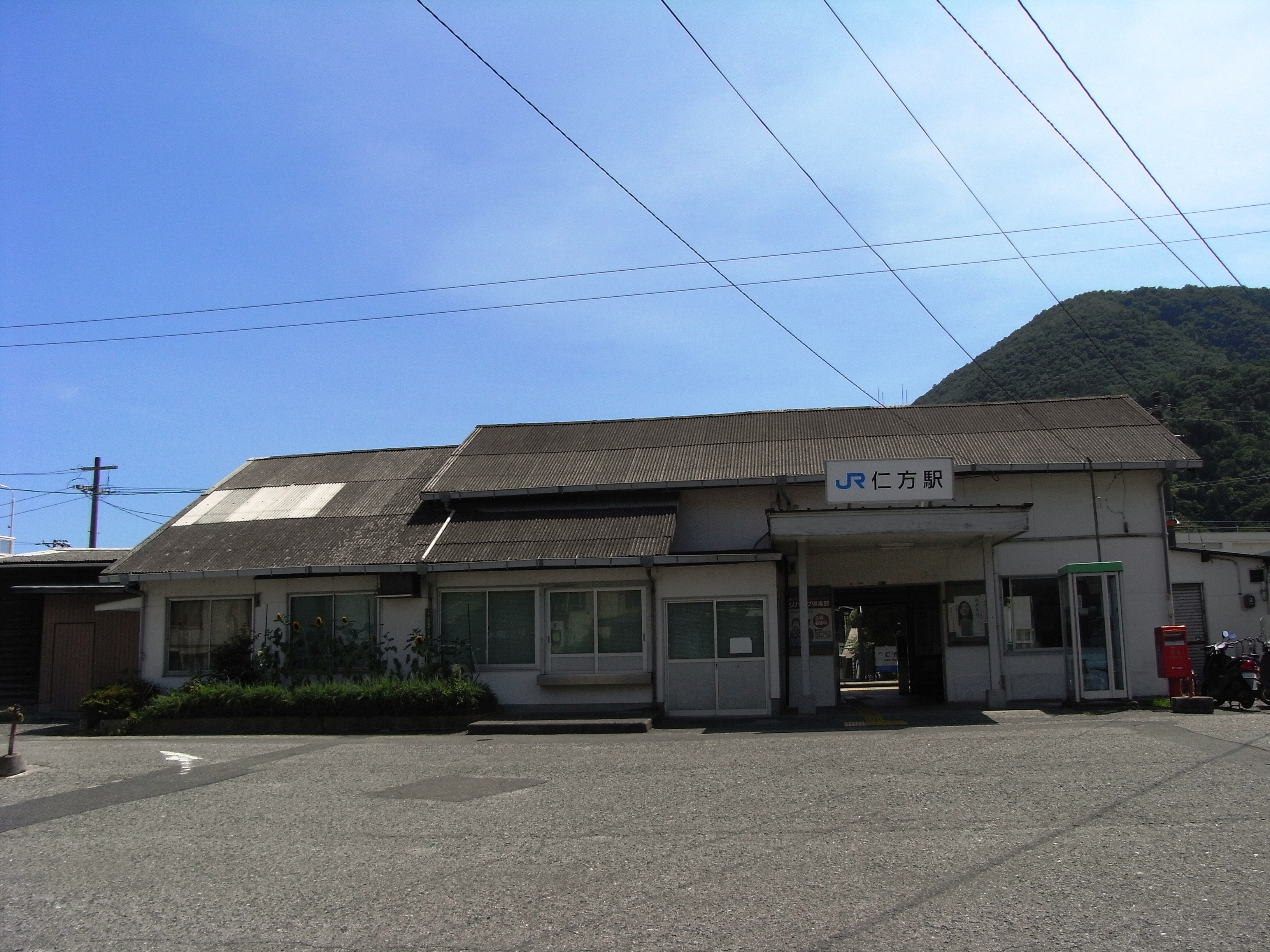
仁方駅

- 仁方錦町（にがたにしきまち）
- 仁方西神町（にがたにしがみちょう）
- 仁方大歳町（にがたおおとしちょう）
- 仁方中筋町（にがたなかすじちょう）
- 仁方町（にがたちょう）
- 仁方本町（にがたほんまち）

- 仁方皆実町
- 仁方町
- 仁方駅前
- 仁方駅

## 交通
- 仁方駅: 西日本旅客鉄道（JR西日本）呉線の無人駅がある。

## 施設
- 仁方港
- 呉市立仁方小学校
- 呉市立仁方中学校

## 過去の災害
- 明治年間初頭、地域の森林の乱伐が続き水害が発生。仁方村（当時）は、地域のはげ山に植林計画をたてたが村民には聞き入れられない状態が続いた。1902年（明治35年）8月10日、集中豪雨により土石流が発生して死者6人、さらに翌1903年（明治36年）7月14日には、再び土石流が発生して死者22人を出す土砂災害が発生。以後、クロマツの植栽や砂防工事が行われた[1]。